# ونکس
ونکس (به لاتین: Vankse) یک روستا در استونی است که در دهستان یوری واقع شده‌است.